# روبرت ك. مورغان
روبرت ك. مورغان (بالإنجليزية: Robert K. Morgan)‏ هو ضابط أمريكي، ولد في 31 يوليو 1918 في آشفيل في الولايات المتحدة، وتوفي بنفس المكان في 15 مايو 2004.

## وصلات خارجية
- روبرت ك. مورغان على موقع إن إن دي بي (الإنجليزية)